# Donja Cinca
Donja Cinca [CINka] (Bajo Cinca na španjolskom ; Cinca Baixa na aragonskom ; Baix Cinca na katalonskom; službeno Bajo / Baix Cinca ) je aragonska regija (Španjolska) smještena istočno od općine.

## Zajednice
Regija obuhvaća općine Ballobar, Belver de Cinca, Candasnos, Chalamera, Fraga, Mequinenza, Ontiñena, Osso de Cinca, Torrente de Cinca, Velilla de Cinca i Zaidín. 11 općina koje su je integrirale pripadaju provinciji Huesko, osim Mequinenza koja pripada provinciji Saragossa .

## Geografija
Donji cink na istoku graniči s Katalonijom, na sjeveru regija Srednji cink i La Litera, na zapadu La Monegros i na jugu Donji Aragon. Sve općine regije Donjeg cinka pripadaju provinciji Huesko, osim Mequinenze koja pripada provinciji Zaragoza .
Regija se nalazi u završnom dijelu rijeke Cinca, u središtu depresije Ebro, između provincija Zaragoza, Huesca i Lleida. Rijeka Cinca, kulturno-povijesna os, os je koja asimetrično dijeli Donji cink i koja okuplja gotovo sva naselja, osim Candasnosa.

## Klima
Klima je karakterizirana kontinentalnom i s oskudicom kiše, što je činjenica koja uvjetuje vegetaciju Donjeg cinka. Najtopliji mjeseci su srpanj i kolovoz, kada temperatura može doseći 35 ° C, a ponekad i do 40 ° C. Suprotno tome, u hladnim mjesecima prosincu i siječnju temperature osciliraju između 0 ° C i -5 ° C. Regija prima hladan i suh vjetar "cierzo" koji spušta u cijeloj dolini Ebra .

## Kultura
Po umjetnosti ističu se župna crkva San Pedro i Villa Fortunatos, ruševine rimskog sela (oboje u Fragi), romaničke isposnice Santa María de Chalamera i San Valero de Velilla, romaničke crkve Ballobar i Ontiñena.

### Dvorac Mequinenza
Zgrada stoji gotovo na rubu velikog ponora iznad ušća rijeka Ebro, Segre i Cinca. Njegov je plan nepravilnog četverougla, sa sedam pravokutnih kupola, uz jedan, najčvršći, što je neobično od peterokutnog plana. Dvije kupole okružuju mala vrata koja su polukružna. Malo je utvrda koje imaju bolji položaj od ovog, promatrajući golem i impresivan krajolik preko ušća triju rijeka i njihovih okolnih zemalja sve dok vizualno nisu stigli do Pirineja. Moncada, gospodari barunstva Mequinenza, izabrali su ovo orlovo gnijezdo za svoju utvrdu. Zgrada je autentični dvorac-palača, jedna od najboljih koju je gotička umjetnost pružila Kruni Aragonskoj, a datira iz 14. i 15. stoljeća.

### Muzeji Mequinenze
U Muzeji Mequinenze u muzeju rudnika možete istražiti podzemni rudnik ugljena na više od 1000 metara rute, proći kroz povijest stanovništva do nestanka starog sela pod vodama rijeke Ebro u Muzeju povijesti ili otkriti kako se živjelo tijekom pretpovijesti u Muzeju pretpovijesne prošlosti. Inaugurirani su 2008. godine, nalaze se u staroj školi Maria Quintana rezidencije sagrađene 1929. godine i jedne od rijetkih preživjelih zgrada nakon rušenja Starog sela Mequinenza nakon izgradnje brana Ribarroja i Mequinenza.

### Jesús Moncada
Mequinenza je također referentna točka za ljubitelje književnosti. Jesús Moncada, najuniverzalniji pisac stanovništva, učinio je staru Mequinenzu glavnim junakom mnogih osobnih priča ispričanih u njegovim knjigama. Roman Camino de Sirga, preveden na više od 20 jezika (uključujući japanski, švedski ili vijetnamski), spoj je ljudi i evokativnih priča o drevnoj Mequinenzi i njenom tragičnom nestanku.

### Ebro-Segre-Cincariječnih
U južnoj zoni Donjeg cinka nalazi se Mequinenza i ušće rijeka Cinca, Segre i Ebro, naime Aiguabarreig s velikim prirodnim bogatstvom i širokim spektrom ekosustava u rasponu od mediteranskih stepa do šuma uz rijeke, čineći ovaj prostor biološkim. raj. Ovaj je prostor nazvan po riječi katalonskog podrijetla koja označava mjesto gdje se dvije ili više tekućih vodnih tijela sastaju i čine jedno. Segre i Cinca tvore Aiguabarreig između naselja La Granja d'Escarp, Massalcoreig i Torrente de Cinca, a nekoliko kilometara se slivaju s vodama Ebra, već na općinskom teritoriju Mequinenza, tvoreći najveće ušće rijeke u cijelu Pirenejski poluotok i jedan od najvažnijih u cijeloj Europi.

## Teritorij i stanovništvo
| Zajednica         | Proširenje (km²) | % od ukupnog broja | Stanovnici (2018) | % od ukupnog broja | Densidad (navika / km²) </br> | Visina (metri) </br> | Udaljenost od Frage (km) </br> | Podopćine                         |
| ----------------- | ---------------- | ------------------ | ----------------- | ------------------ | ----------------------------- | -------------------- | ------------------------------ | --------------------------------- |
| Balobar           | 127,7            | 9,0                | 823               | 3.8                | 7,36                          | 154                  | 19                             |                                   |
| Belver de Cinca   | 82,6             | 5.8                | 1.292             | 5.5                | 16,64                         | 196                  | 27                             | Monte Julia, San Miguel, Valonga. |
| Candasnos         | 122.4            | 8.6                | 317               | 1.5                | 3.11                          | 283                  | 25                             |                                   |
| Chalamera         | 11.5             | 0,8                | 108               | 0,5                | 10,00                         | 195                  | 24                             |                                   |
| Fraga             | 437,6            | 30.8               | 14.979            | 59,0               | 33,48                         | 118                  | -                              | Litera, Miralsot.                 |
| Mequinenza        | 307,2            | 21.6               | 2.301             | 9.9                | 7,97                          | 75                   | 19                             |                                   |
| Ontiñena          | 137,0            | 9.7                | 533               | 2.4                | 4.26                          | 215                  | 31                             |                                   |
| Cinca kost        | 27.7             | 2.0                | 687               | 3.2                | 29.09                         | 182                  | 23                             | Almudáfar.                        |
| Torrente de Cinca | 56,8             | 4.0                | 1,148             | 5.3                | 23.25                         | 109                  | 7                              |                                   |
| Velilla de Cinca  | 16.5             | 1.2                | 463               | 1.8                | 27,39                         | 126                  | 11                             |                                   |
| Zaidín            | 92,6             | 6.5                | 1.774             | 7,0                | 18,89                         | 155                  | 14                             |                                   |
| Ukupno            | 1.419,6          | 100,0              | 24.425            | 100,0              | 17.49                         | -                    | -                              |                                   |

## Vanjske poveznice
- Službena karta u pdf-u
- Službena stranica  Arhivirana inačica izvorne stranice od 26. lipnja 2018. (Wayback Machine)
- Niska regija Cinca, u comarcaacomarca. Kom
- Glas Donja Cinca, tjednika s informacijama o regiji
- Comarcalización de Aragono, Sub Cinca  Arhivirana inačica izvorne stranice od 16. veljače 2016. (Wayback Machine)
- Gradsko vijeće Mequinenze
- Gradsko vijeće Zaidina